# Torrent de Fornalutx
El Torrent de Fornalutx és el torrent que passa vora el poble de Fornalutx, a Mallorca. Neix a la falda del Penyal del Migdia i és un afluent del Torrent de Sóller o torrent Major a la zona del Camp de l'Oca. Té un salt d'aigua d'una vintena de metres anomenat El Salt.
Forma una de les dues conques del terme de Fornalutx (l'altra és el torrent de na Mora). S'origina per la trobada del torrent des Racó i del torrent de ses Cabanes poc abans d'arribar al poble que li dona nom. Aigües avall, s'uneix al torrent de Biniaraix per formar el torrent Major.